# كأس إسكتلندا 2016–17
كأس اسكتلندا 2016–17 (بالإنجليزية: 2016–17 Scottish Cup)‏ هو الموسم 132 من كأس اسكتلندا. أقيم خلال الفترة 13 أغسطس 2016 وحتى 27 مايو 2017، وكان عدد الأندية المشاركة فيه 93، وفاز فيه نادي سلتيك.